# Imane Laurence
Imane Laurence (Challans, 12 giugno 2000) è un'attrice francese. Ha vinto il premio Adami per l'interpretazione femminile al Festival internazionale del cortometraggio di Clermont-Ferrand nel 2019 in Francia per il film "Coté cœur" del regista Héloïse Pelloquet.

## Biografia
Imane Laurence è originaria dell'Isola di Noirmoutier. Appassionata di teatro e cinema fin dalla tenera età, ha frequentato e il Conservatorio di arte drammatica di La Roche-sur-Yon in Vandea.
Imane Laurence recita nei tre cortometraggi principali di Pelloquet, Comme une grande (2014), L'Âge des sirènes (2016) e Côté Cœur (2018).
Imane Laurence riceve una menzione speciale, il premio per l'interpretazione femminile al Premiers Plans Festival di Angers nel 2015 e il premio Adami per l'interpretazione femminile al Festival internazionale del cortometraggio di Clermont-Ferrand nel 2019 in Francia.

## Filmografia
- 2014 : Come un grande di Heloise Pelloquet : Imane
- 2016 : L'Age des Sirènes di Héloïse Pelloquet : Imane
- 2018 : Côté Coeur di Héloïse Pelloquet : Maryline

## Riconoscimenti
- Premio Adami per l'interpretazione, migliore attrice, Festival di Clermont-Ferrand, 2019[4]
- Menzione speciale, Premio per la migliore attrice, Festival Premiers Plans d'Angers, 2015[5]